# Cuartera
Die Cuartera war ein spanisches Getreidemaß. Dabei entsprach eine Salma oder Tonelada gleich 4 Cuarteras. Dies waren 48 Cortans oder 192 Picotins. Je nach der Region hatte das Maß eine andere Größe.

## Tarragona
In Tarragona galt: 1 Cuartera = 69,75 Litres

## Mallorca
Auf Mallorca war 1 Cuartera von Palma = 6 Barcellas = 36 Almudas = 3628,22 Pariser Kubikzoll = 71,9707 Liter (75,14 Liter) (70,47 Liter)

## Menorca
Auf Menorca galt 1 Cuartera = 6 Barcellas = 36 Almudas = 3830,95 Pariser Kubikzoll = 75,9922 Liter.

## Barcelona
In Barcelona wurde gemessen:
- 1 Salma/Tonelada = 4 Cuarteras
- 1 Cuartera/Quartera = 3 Cortanas = 12 Picotins = 69,279 Liter[6]
- 1 Cuartera/Quartera = 3579,283 Pariser Kubikzoll = 71 Liter[7]
- 100 Cuarteras = 23,53 engl Imp Quarter
- 1 Carga oder Last = 2 ½ Cuarteras[7]